# 25CN-NBOH
25CN-NBOH（或称为NBOH-2C-CN，化学名：“4-{2-[(2-羟基苯基)氨基]乙基}-2,5-二甲氧基苯乙腈”）是一种含氮有机化合物，化学式C
18H
20N
2O
3，是苯乙胺类化合物2C-CN的25-NB类衍生物，2004年在哥本哈根大学发现。